# De meester en Margarita (film uit 1994)
De meester en Margarita  (Russisch: Мастер и Маргарита) is een Russische film geregisseerd door Joeri Kara, gebaseerd op de gelijknamige roman van Michail Boelgakov.

## Achtergrond
In 1994 verfilmde Joeri Kara de roman De Meester en Margarita van Michail Boelgakov. Deze film was de duurste post-Sovjet productie aller tijden. De hoge inflatie en de instabiliteit van de roebel deden voor productiemaatschappij TAMP de kosten oplopen tot 15 miljoen dollar. De verwachtingen bij het publiek waren hoog, want de cast was indrukwekkend: ze bestond uit zeer bekende Russische acteurs van dat moment.
Toen de film klaar was besloten de producenten om hem niet uit te brengen. Zij vonden de director's cut van Joeri Kara onaanvaardbaar. De muziek van Alfred Schnittke is wel op cd verschenen
In 2005, toen journalist Valeriy Kitsjin van de Rossijskaja Gazeta de film zag in een besloten voorstelling op het Internationaal filmfestival van Moskou, probeerde hij de producers te overtuigen om de film uit te brengen. Hij slaagde er bijna in, maar toen dook een nieuw obstakel op in de persoon van Sergej Sjilovskij, de kleinzoon van Michail Boelgakovs derde vrouw Elena Sergejevna. Sjilovskij beweerde aanspraak te kunnen maken op de auteursrechten van Boelgakovs literaire erfenis, en wilde ervoor betaald worden. Het was moeilijk om tot overeenstemming te komen, en Sjilovskij verkocht de rechten aan producer Scott Steindorff van de filmmaatschappij Stone Village Productions, die Caroline Thompson (The Addams Family, Edward Scissorhands, Black Beauty) heeft aangezocht om het scenario te schrijven.
Op 15 november 2010 kondigde de Russische filmdistributeur Luxor dan geheel onverwacht aan dat ze de rechten op Kara's film gekocht hadden, en dat ze hem zouden uitbrengen in maart 2011. Uiteindelijk werd het 4 april 2011.
Luxor heeft de film sterk ingekort. De versie die in de bioscopen wordt getoond en op DVD werd uitgebracht duurt 125 minuten. De oorspronkelijke versie, die circuleert op bootleg disks van een lagere beeldkwaliteit, duurde 240 minuten.

## Verhaal

### Drie verhaallijnen
De film is een bewerking van de roman De meester en Margarita van de Russische auteur Michail Boelgakov. Drie verhaallijnen zijn onderling met elkaar verbonden.
- De eerste is een satire op de jaren dertig van de 20ste eeuw, de periode waarin Jozef Stalin de macht uitoefent in de Sovjet-Unie. Satan, hier Woland genoemd, komt naar Moskou om er zijn jaarlijks Lentebal te houden, en rekent, geholpen door zijn gevolg, op hilarische wijze af met de corrupte arrivisten, bureaucraten en profiteurs van die periode.
- De tweede speelt zich af in het Bijbelse Jeruzalem (Jersjalaïm), en schetst de innerlijke strijd die Pontius Pilatus voert vóór, tijdens en na de veroordeling en terechtstelling van Jesjoea Ha Notsri.
- De derde vertelt het verhaal van de liefde tussen een naamloze schrijver in het Moskou van de jaren dertig en zijn geliefde Margarita. De meester heeft een roman geschreven over Pontius Pilatus, een onderwerp dat in de officieel atheïstische Sovjet-Unie taboe was.

### Verschillen met de roman
Een aantal scènes en personages uit de roman komen niet in deze bewerking voor of worden anders voorgesteld. Daarenboven toont Joeri Kara een aantal personages die niet in de roman voorkomen.
- Een van de sleutelscènes uit de roman is het Groot Bal van Satan, waarin Michail Boelgakov in de roman een rits historische misdadigers in een parade opvoert en hun misdaden van commentaar laat voorzien door de demonen Korovjev en Behemoth. Joeri Kara heeft aan deze rij drie figuren toegevoegd die niet in de roman voorkwamen: Vladimir Lenin, Jozef Stalin en Adolf Hitler[4].
- Joeri Kara toont ook een scène waarin de jonge Sovjet dichter Ivan Bezdomny een in het zand getekend portret van Jezus vertrapt. Deze scène komt niet voor in de roman. Zij is wel terug te vinden in een van de vroegere manuscripten van Michail Boelgakov, die uiteindelijk besloot om ze niet op te nemen in de definitieve versie van de roman[6].

## Rolverdeling
| Acteur                 | Personage         |
| ---------------------- | ----------------- |
| Anastasia Vertinskaja  | Margarita         |
| Viktor Rakov           | De meester        |
| Valentin Gaft          | Woland            |
| Sergej Garmasj         | Ivan Bezdomny     |
| Michail Oeljanov       | Pontius Pilatus   |
| Aleksandr Filippenko   | Korovjev          |
| Viktor Pavlov          | Behemoth          |
| Nikolaj Boerljajev     | Jeshoea Ha-Notsri |
| Vjatsjeslav Sjalevitsj | Kajafas           |
| Vladimir Steklov       | Azazello          |

## Soundtrack
1. Meister und Margarita I - 1:47
2. Voland - 2:26
3. Foxtrot - 1:04
4. Tango - 0:59
5. Marche Funebre - 1:12
6. Boléro - 15:00
7. Meister und Margarita II - 1:50

Totale tijd: 24 min. Alle nummers gecomponeerd door Alfred Schnittke, behalve "Boléro", van Maurice Ravel.

## Andere filmbewerkingen van De meester en Margarita
- Charlotte Waligòra - Le maître et Marguerite - 2017 (speelfilm)
- Giovanni Brancale - Il Maestro e Margherita - 2008 (speelfilm)
- Vladimir Bortko - Master i Margarita - 2005 (tv-reeks)
- Ibolya Fekete - A Mester és Margarita - 2005 (speelfilm)
- Sergej Desnitskij - Master i Margarita - 1996 (tv-film)
- Paul Bryers - Incident in Judaea - 1992 (tv-film)
- Oldřich Daněk - Pilát Pontský, onoho dne - 1991 (tv-film)
- Andras Szirtes - Forradalom Után - 1990 (speelfilm)
- Aleksandr Dzekoen - Master i Margarita - 1989 (tv-reeks)
- Maciej Wojtyszko - Mistrz i Małgorzata - 1988 (tv-reeks)
- Vladimir Vasiljev en Boris Jermolajev - Fuete - 1986 (speelfilm)
- Aleksandar Petrović - Il Maestro e Margherita - 1972 (speelfilm)
- Andrzej Wajda - Pilatus und andere - 1972 (tv-film)
- Seppo Wallin - Pilatus - 1970 (tv-film)

Verwacht
- Logos Film Company - The Master and Margarita - 2018  (speelfilm)
- Katariina Lillqvist - Mistr a Markétka - 2013 (animatiefilm)
- Nikolai Lebjedev  - Master i Margarita - 2019 (speelfilm)